# Me Against the World
Me Against the World ist das dritte Solo-Studioalbum des US-amerikanischen Rappers Tupac Shakur, das im März 1995 erschien.

## Entstehung und Veröffentlichung
Die Erstveröffentlichung von Me Against the World erfolgte am 14. März 1995 bei Interscope Records. Das Album erschien in seiner Originalausführung als CD (Katalognummer: 92399-2) und LP (Katalognummer: 92399-1) mit 15 Titeln. Shakur saß zur Zeit der Veröffentlichung im Gefängnis.
Geschrieben wurden die Lieder vom Interpreten selbst, zumeist in Zusammenarbeit mit weiteren Koautoren. Für die Produktion zeichneten verschiedene, wechselnde Produzenten verantwortlich, darunter namhafte Größen wie Easy Mo Bee oder auch Shock G.

## Inhalt und Stil
Das Album wurde kurz nach einem Attentat auf Shakur aufgenommen, weshalb es sehr introspektiv klingt und emotionalere (Paranoia, Liebe, Nihilismus, Verzweiflung) und religiösere Inhalte als seine vorherigen Alben aufweist.

## Titelliste
1. Intro – 1:40
- Produziert von Tony Pizarro
- Co-Produziert von Jill Rose

2. If I Die 2Nite – 4:01
- Produziert von Easy Mo Bee

3. Me Against the World feat. Dramacydal – 4:40
- Produziert von SoulShock & Karlin

4. So Many Tears – 3:59
- Produziert von Shock G

5. Temptations – 5:00
- Produziert von Easy Mo Bee

6. Young Niggaz – 4:53
- Produziert von Le-Morrious "Funky Drummer" Tyler und Moe Z.M.D.

7. Heavy in the Game feat. Richie Rich – 4:23 	
- Produziert von Mike Mosley und Sam Bostic

8. Lord Knows – 4:31
- Produziert von Brian G
- Co-Produziert von Moe Z.M.D. und Tony Pizarro

9. Dear Mama – 4:40
- Produziert von Tony Pizarro
- Co-Produziert von DF Master Tee und Moses

10. It Ain't Easy – 4:53
- Produziert von Tony Pizarro

11. Can U Get Away – 5:45
- Produziert von Mike Mosley

12. Old School – 4:40
- Produziert von SoulShock
- Co-Produziert von Ezi Cut & Jay B

13. Fuck the World feat. Shock G – 4:13
- Produziert von Shock G

14. Death Around the Corner – 4:07
- Produziert von Johnny „J“

15. Outlaw feat. Dramacydal – 4:32
- Produziert von Moe Z.M.D.

## Singleauskopplungen
Als Singles wurden Dear Mama, Old School, So Many Tears und Temptations veröffentlicht. Shakur ist aufgrund seines damaligen Gefängnisaufenthaltes in keinem der Videos zu sehen, in Temptations spielen dafür unter anderen Ice-T, Coolio, Salt’N’Pepa, Warren G, B-Real und Jada Pinkett-Smith zu seinen Ehren mit.
Singles in den Charts

| Jahr | Titel         | Höchstplatzierung, Gesamtwochen, AuszeichnungChartplatzierungen (Jahr, Titel, , Platzierungen, Wochen, Auszeichnungen, Anmerkungen) | Höchstplatzierung, Gesamtwochen, AuszeichnungChartplatzierungen (Jahr, Titel, , Platzierungen, Wochen, Auszeichnungen, Anmerkungen) | Höchstplatzierung, Gesamtwochen, AuszeichnungChartplatzierungen (Jahr, Titel, , Platzierungen, Wochen, Auszeichnungen, Anmerkungen) | Höchstplatzierung, Gesamtwochen, AuszeichnungChartplatzierungen (Jahr, Titel, , Platzierungen, Wochen, Auszeichnungen, Anmerkungen) | Anmerkungen                                                  | [↑]: gemeinsam behandelt mit vorhergehendem Eintrag; [←]: in beiden Charts platziert |
| Jahr | Titel         | DE | CH | UK | US | Anmerkungen                                                  |                                                                                      |
| ---- | ------------- | --- | --- | --- | --- | ------------------------------------------------------------ | ------------------------------------------------------------------------------------ |
| 1995 | Dear Mama     | DE81 (4 Wo.)DE | CH43 (2 Wo.)CH | UK27 Gold · (4 Wo.)UK | US9 ×3Dreifachplatin · (20 Wo.)US                                                                                                   | Erstveröffentlichung: 21. Februar 1995 Verkäufe: + 3.400.000 |                                                                                      |
| 1995 | Old School    | — | — | —[US: ↑] | US9 ×3Dreifachplatin · (20 Wo.)US                                                                                                   | Erstveröffentlichung: 21. Februar 1995                       |                                                                                      |
| 1995 | So Many Tears | — | — | — | US44 (15 Wo.)US | Erstveröffentlichung: 13. Juni 1995                          |                                                                                      |
| 1995 | Temptations   | — | — | — | US68 (6 Wo.)US | Erstveröffentlichung: 29. August 1995                        |                                                                                      |

## Rezeption
Es bekam bereits zu seiner Veröffentlichung hauptsächlich positive Kritiken, mittlerweile wird es als Klassiker gehandelt. Das Album bekam 5 „Mics“, die Höchstwertung, vom Hip-Hop-Magazin The Source und wurde in dessen Liste der „100 Best Rap Albums“ aufgenommen. Von About.com wurde es auf Platz 8 der „10 Essential Hip-Hop Albums“ gewählt.
Bei den Grammy Awards 1996 wurde Me Against the World in der Kategorie Best Rap Album nominiert, unterlag jedoch Poverty’s Paradise von Naughty by Nature.

## Kommerzieller Erfolg

### Chartplatzierungen
Me Against the World avancierte zum ersten Nummer-eins-Album 2Pacs in den US-amerikanischen Billboard 200.
| ChartsChartplatzierungen       | Höchstplatzierung | Wochen |
| ------------------------------ | ----------------- | ------ |
| Deutschland (GfK)              | 23 (14 Wo.)       | 14     |
| Vereinigte Staaten (Billboard) | 1 (65 Wo.)        | 65     |
| Vereinigtes Königreich (OCC)   | 90 (1 Wo.)        | 1      |

### Auszeichnungen für Musikverkäufe
Das Album verkaufte sich in den Vereinigten Staaten mehr als 3,5 Millionen Mal, und wurde mit Doppelplatin ausgezeichnet.
| Land/Region                  | Auszeichnungen für Musikverkäufe (Land/Region, Auszeichnung, Verkäufe) | Verkäufe  |
| ---------------------------- | ---------------------------------------------------------------------- | --------- |
| Neuseeland (RMNZ)            | Gold                                                                   | 7.500     |
| Vereinigte Staaten (RIAA)    | 2× Platin                                                              | 3.500.000 |
| Vereinigtes Königreich (BPI) | Gold                                                                   | 100.000   |
| Insgesamt                    | 2× Gold · 2× Platin ·                                                  | 3.607.500 |

Hauptartikel: Tupac Shakur/Auszeichnungen für Musikverkäufe